# 2004년 하계 패럴림픽
2004년 하계 패럴림픽(영어: 2004 Summer Paralympics, XII Paralympic Games, 그리스어: Θερινοί Παραολυμπιακοί Αγώνες 2004)은 2004년 9월 17일부터 9월 28일까지 그리스 아테네에서 개최된 하계 패럴림픽이다.

## 참가국
2004년 하계 패럴림픽에 참가한 국가는 총 135개국이다. 방글라데시, 보츠와나, 카보베르데, 중앙아프리카 공화국, 가나, 기니, 네팔, 니카라과, 니제르, 세네갈, 수리남, 타지키스탄, 우즈베키스탄 13개국이 처음으로 하계 패럴림픽에 참가하였다.
| - 아프가니스탄 - 알제리 - 앙골라 - 아르헨티나 - 아르메니아 - 오스트레일리아 - 오스트리아 - 아제르바이잔 - 바레인 - 방글라데시 - 바베이도스 - 벨라루스 - 벨기에 - 베냉 - 버뮤다 - 보스니아 헤르체고비나 - 보츠와나 - 브라질 - 불가리아 - 캄보디아 - 캐나다 - 카보베르데 - 중앙아프리카 공화국 - 칠레 - 중국 - 중화 타이베이 - 콜롬비아 - 코스타리카 - 코트디부아르 - 크로아티아 - 쿠바 - 키프로스 - 체코 - 덴마크 | - 도미니카 공화국 - 에콰도르 - 이집트 - 엘살바도르 - 에스토니아 - 에티오피아 - 페로 제도 - 피지 - 핀란드 - 프랑스 - 독일 - 가나 - 영국 - 그리스 (개최국) - 과테말라 - 기니 - 온두라스 - 홍콩 - 헝가리 - 아이슬란드 - 인도 - 인도네시아 - 이란 - 이라크 - 아일랜드 - 이스라엘 - 이탈리아 - 자메이카 - 일본 - 요르단 - 카자흐스탄 - 케냐 - 쿠웨이트 - 키르기스스탄 | - 라트비아 - 레소토 - 리비아 - 리히텐슈타인 - 리투아니아 - 마카오 - 마케도니아 공화국 - 말레이시아 - 모리타니 - 모리셔스 - 멕시코 - 몰도바 - 몽골 - 모로코 - 나미비아 - 네팔 - 네덜란드 - 뉴질랜드 - 니카라과 - 니제르 - 나이지리아 - 노르웨이 - 오만 - 파키스탄 - 팔레스타인 - 파나마 - 페루 - 필리핀 - 폴란드 - 포르투갈 - 푸에르토리코 - 카타르 - 루마니아 - 러시아 | - 르완다 - 사모아 - 사우디아라비아 - 세네갈 - 세르비아 몬테네그로 - 싱가포르 - 슬로바키아 - 슬로베니아 - 남아프리카 공화국 - 대한민국 - 스페인 - 스리랑카 - 수단 - 수리남 - 스웨덴 - 스위스 - 시리아 - 타지키스탄 - 탄자니아 - 태국 - 통가 - 튀니지 - 튀르키예 - 투르크메니스탄 - 우간다 - 우크라이나 - 아랍에미리트 - 미국 - 우루과이 - 우즈베키스탄 - 베네수엘라 - 베트남 - 짐바브웨 |

## 종목
| - 골볼 - 농구 - 럭비 - 배구 - 보치아 - 사격 - 사이클 - 수영 - 승마 | - 양궁 - 요트 - 유도 - 육상 - 축구 - 탁구 - 테니스 - 파워리프팅 - 펜싱 |

## 메달 집계
| 순위 | 국가           | 금메달 | 은메달 | 동메달 | 합계 |
| ---- | -------------- | ------ | ------ | ------ | ---- |
| 1    | 중국           | 63     | 46     | 32     | 141  |
| 2    | 영국           | 35     | 30     | 29     | 94   |
| 3    | 캐나다         | 28     | 19     | 25     | 72   |
| 4    | 미국           | 27     | 22     | 39     | 88   |
| 5    | 오스트레일리아 | 26     | 38     | 36     | 100  |
| 6    | 우크라이나     | 24     | 12     | 19     | 55   |
| 7    | 스페인         | 20     | 27     | 24     | 71   |
| 8    | 독일           | 19     | 28     | 32     | 79   |
| 9    | 프랑스         | 18     | 26     | 30     | 74   |
| 10   | 일본           | 17     | 15     | 20     | 52   |

## 같이 보기
- 2004년 하계 올림픽